# Vruchtboomkanker
Vruchtboomkanker is een schimmelziekte waarbij de cellen doodgaan en de sapstromen vanaf die plek tegenhouden. De rest van de tak of boom zal daardoor afsterven. Ook de vruchten kunnen worden aangetast, wat neusrot wordt genoemd. Vruchtboomkanker is in de landbouw een bekende ziekte, vooral appelrassen en enkele perenrassen zijn gevoelig, maar er zijn ook minder gevoelige of ongevoelige rassen, zoals Ariwa en Keuleman. 
De ziekte wordt veroorzaakt door het bloedkankermeniezwammetje (Neonectria galligena basioniem Nectria galligena) een schimmel die behoort tot de Sordariomycetes. Deze schimmel is een zogenaamde wondparasiet, die niet door de gezonde bast dringt, maar beschadigde of gewonde bomen aantast. Met name stevige hagelbuien kunnen hierdoor indirect grote schade veroorzaken. 
De schimmel wordt onder andere verspreid door de appelbloedluis (Eriosoma lanigerum). Deze wordt weer gegeten door de oorworm en geparasiteerd door de sluipwesp (Aphidius colemani) en de galmug (Aphidoletes aphidimyza). Deze laatste twee insecten (oorwormen eten ook plantendelen) worden ingezet ter bestrijding, maar ook wondbehandeling kan uitkomst bieden.